# Vilar de Maçada
Vilar de Maçada é uma vila portuguesa sede da Freguesia de Vilar de Maçada, do Município de Alijó, freguesia com 20,19 km² de área e 816 habitantes (censo de 2021), tendo, assim, uma densidade populacional de 40,4 hab./km².
A povoação de Vilar de Maçada foi elevada à categoria de vila em 1993.
Pertencente a Vila Real até às Reformas Liberais, em 1834 foi desanexada daquele e elevada a vila e sede de concelho, estatuto que manteve até 1853. Era constituído pelas freguesias de Ribalonga, Vila Verde, Vilar de Maçada, Parada de Pinhão, São Lourenço de Ribapinhão e Torre do Pinhão. Em 1849 tinha 5669 habitantes. Com a extinção do concelho de Vilar de Maçada, as suas freguesias passaram para o concelho de Alijó; em 1855, três delas (as de Pinhão) foram transferidas para o concelho de Sabrosa.

## Demografia
A população registada nos censos foi:
| Distribuição da População por Grupos Etários | Distribuição da População por Grupos Etários | Distribuição da População por Grupos Etários | Distribuição da População por Grupos Etários | Distribuição da População por Grupos Etários |
| -------------------------------------------- | -------------------------------------------- | -------------------------------------------- | -------------------------------------------- | -------------------------------------------- |
| Ano                                          | 0-14 Anos                                    | 15-24 Anos                                   | 25-64 Anos                                   | > 65 Anos                                    |
| 2001                                         | 160                                          | 204                                          | 603                                          | 269                                          |
| 2011                                         | 88                                           | 86                                           | 462                                          | 279                                          |
| 2021                                         | 61                                           | 53                                           | 389                                          | 313                                          |

## História
A vila de Vilar de Maçada, situada na margem esquerda do rio Pinhão, era já propriedade da Coroa em 1198.
Sendo pela primeira vez mencionada num documento de 1189, a freguesia de Vilar de Maçada é, a partir das Inquirições de 1220, alvo de múltiplas referências documentais.
O foral de D. Afonso III data de 2 de maio de 1253. Em 1834 Vilar de Maçada torna-se sede de um pequeno concelho que seria extinto por decreto de 31 de Dezembro de 1853.
A Ordem de Malta deteve aqui significativos bens. Razão pela qual o brasão de armas da freguesia ostenta, em chefe, a cruz oitavada daquela importante e antiquíssima Ordem Religiosa e Militar.
Consta nesta povoação que antigamente, altura de prosperidade do rei, Vilar de Maçada tinha o nome de “Vilar de Nossa Senhora da Assunção” e num período em que Portugal andava em guerra com Castela, um fidalgo mouro, ao serviço de D. João I, armado de uma maça, matou um soldado castelhano que se preparava para assassinar traiçoeiramente o rei. Em recompensa por esse feito tão corajoso, o rei deu as terras ao mouro, passando estas a chamarem-se de Vilar de Maçada.
Porém, os vestígios pré-históricos, como um sarcófago, os castros que posteriormente foram romanizados, onde foram encontradas lápides consagradas aos deuses romanos, entre as quais uma muito importante, consagrada ao deus Júpiter, são indícios mais do que evidentes da sua humanização de longos séculos.

### Figuras Ilustres
- António de Cristo (1575—1653), frei franciscano.
- Aurora Dubini (13.05.1897—1962), atriz de teatro com ligações à Companhia Palmira Bastos-Alexandre d'Azevedo[8][9]
- José Sócrates de Carvalho Pinto de Sousa (1957—), Primeiro-Ministro de Portugal. De 2005 a 2011. XVII e XVIII Governos Constitucionais.
- Manuel Pinto de Sousa (1860—1934), industrial, jornalista, político e filantropo, amigo de Camilo Ferreira Botelho Castelo Branco, 1.º Visconde de Correia Botelho.
- Rodrigo Pinto Pizarro Pimentel de Almeida Carvalhais (1788—1841), 1.º Barão da Ribeira de Sabrosa, Primeiro-Ministro de Portugal.

## Agricultura
A principal cultura produzida nos seus solos, é a vitivinicultura. Aqui são feitos e produzidos principalmente vinhos Tintos e também vinhos brancos de mesa de uma superior qualidade.

## Religião
O orago desta Vila é Nossa Senhora da Assunção e os padroeiros são o Senhor Jesus da Capelinha e Santa Bárbara cuja festa em sua honra se realiza anualmente no segundo domingo do mês de Julho.
No que respeita ao património religioso, existe a igreja matriz, do século XVII (1753), com uma só nave, um altar-mor e quatro altares laterais, todos em talha dourada. O teto é em madeira, apainelado e com diversas pinturas sagradas a óleo.
Possui ainda um Santuário (de Santa Bárbara e do Senhor Jesus da Capelinha), várias capelas, castros de Vilar de Maçada e Francelos, casas brasonadas de antigas famílias fidalgas como são o caso dos Pizarro Portocarrero, dos Pinto Pizarro, Pinto de Mesquita e Pinto Pimentel, edifício do Centro de Dia, marco Pombalino, fonte pública e lavadouros, alminhas e várias quintas circundantes.

## Gastronomia
Cabrito assado com arroz de forno, tripas, raia frita ou cozida, favas estufadas com carne de porco, arroz de carne, linguiça, salpicão e vinhos finos e de mesa.

## Artesanato
- Rendas e bordados
- Ferrador

## Coletividades
- Centro Social, Recreativo e Cultural de Vilar de Maçada
- Grupo Artístico e Cultural de Vilar de Maçada
- MARCHA VIVA - Associação
- "OS CHARRUAS" - Grupo de Bombos
- Associação Juvenil Sócio-Cultural de Cabeda
- Fábrica da Igreja Paroquial de Vilar de Maçada
- Associação para o Desenvolvimento Comunitário de Vilar de Maçada
- Associação das Vindimadeiras do Douro

## Povoações
- Vilar de Maçada
- Cabêda
- Francelos
- Sanradela